# Гриббом
Гриббом (нем. Gribbohm) — община в Германии, в земле Шлезвиг-Гольштейн. 
Входит в состав района Штайнбург. Подчиняется управлению Шенефельд.  Население составляет 476 человек (на 31 декабря 2010 года). Занимает площадь 13,23 км².